# 봉래초등학교 삼옥분교
봉래초등학교 삼옥분교는 대한민국 강원특별자치도 영월군 영월읍 삼옥리 592에 있었던 초등학교 분교이다.

## 연혁
- 1954.04.13. 거운국민학교 삼옥분교장 설립인가
- 1967.12.09. 삼옥국민학교로 승격
- 1995.03.01. 봉래국민학교 삼옥분교장으로 개편
- 1996.03.01. 봉래초등학교 삼옥분교로 개칭
- 1999.03.01. 폐교